# Gegharkunik (comune)
Gegharkunik (in armeno Գեղարքունիք?, fino al 1946 Bashkend) è un comune dell'Armenia di 2 108 abitanti (2009) della provincia di Gegharkunik, fondato nel 1828.